# Auris (Isère)
Auris ist eine französische Gemeinde mit 187 (Stand: 1. Januar 2022) Einwohnern im Département Isère in der Region Auvergne-Rhône-Alpes (vor 2016 Rhône-Alpes). ie gehört zum Arrondissement Grenoble und zum Kanton Oisans-Romanche. Die Bewohner werden Aurienchons genannt.

## Geographie
Die Hochgebirgsgemeinde Auris liegt im Oisansmassiv, etwa 31 Kilometer südöstlich von Grenoble am Fluss Romanche, der sich tief in die Schlucht Gorges de l’Infernet eingeschnitten hat und der die Gemeinde im Süden begrenzt. Die Romanche wird hier an der engsten Stelle der Schlucht aufgestaut (Barrage du Clapier) und ein Wasserkraftwerk (Centrale Électrique de Saint-Guillerme) wurde installiert. Am Nordrand des Stausees steigen die Felsen fast senkrecht um 500 Höhenmeter auf ein Hochplateau an, das wiederum von Bergen wie dem Piégut (1781 m) oder dem Les Sûres (1859 m) überragt wird. Im Norden thront der Gipfel des 2176 m hohen Signal de l’Homme. Nördlich dieses Gipfels setzt sich das Gemeindegebiet über weitere Skistationen und Bergwälder talwärts bis zum Fluss Sarenne fort, der die nördliche Gemeindegrenze markiert.
Die Gemeinde besteht aus mehreren kleinen Weilern, Einzelhöfen und einigen Skilift-Stationen. Das größte Skigebiet in der Gemeinde heißt Auris-en-Oisans, nur wenige Kilometer südlich des bekannten Skiressorts L’Alpe d’Huez.
Umgeben wird Auris von den Nachbargemeinden Huez im Norden, Le Freney-d’Oisans im Osten, Les Deux-Alpes im Süden, Le Freney-d’Oisans im Westen und Südwesten sowie La Garde im Nordwesten. 

## Bevölkerungsentwicklung
| Jahr                       | 1962 | 1968 | 1975 | 1982 | 1990 | 1999 | 2006 | 2013 | 2021 |
| -------------------------- | ---- | ---- | ---- | ---- | ---- | ---- | ---- | ---- | ---- |
| Einwohner                  | 173  | 144  | 129  | 229  | 206  | 215  | 206  | 198  | 179  |
| Quellen: Cassini und INSEE |      |      |      |      |      |      |      |      |      |

## Sehenswürdigkeiten
- Kirche Saint-Julien aus dem 12. Jahrhundert
- Kapelle Notre-Dame-des-Anges aus dem 17. Jahrhundert im Weiler Les Cours
- Kapelle Saint-Giraud aus dem Jahr 1947 im Weiler Combe Chave
- Kapelle Notre-Dame-de-Pitié im Weiler La Ville
- Kapelle Saint-Antoine im Weiler La Balme
- Kapelle Saint-Ilpize-et-Saint-Argon im Weiler Cluy
- namenlose Kapelle im Weiler Le Cert

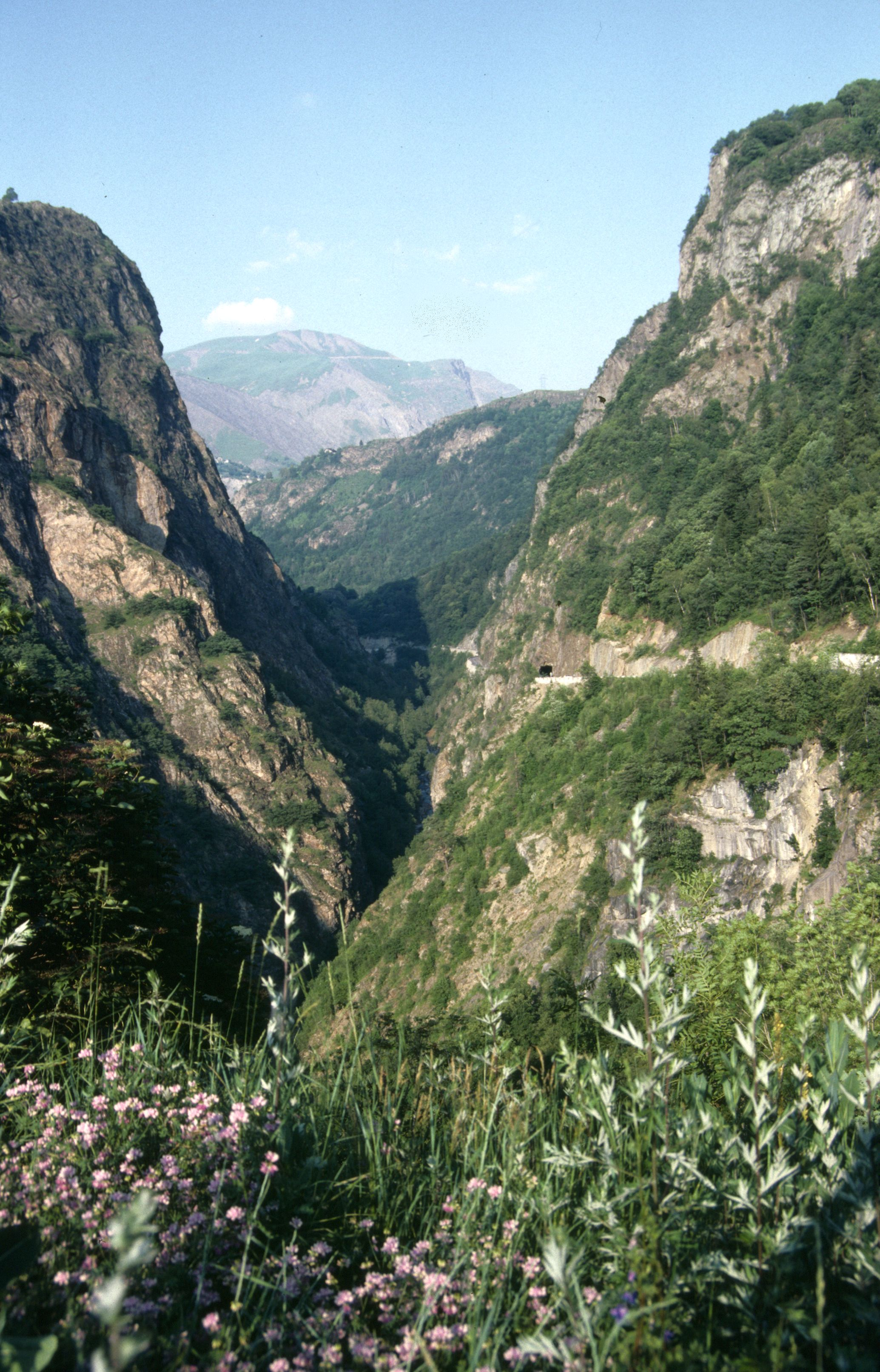
Schlucht Gorges de l’Infernet
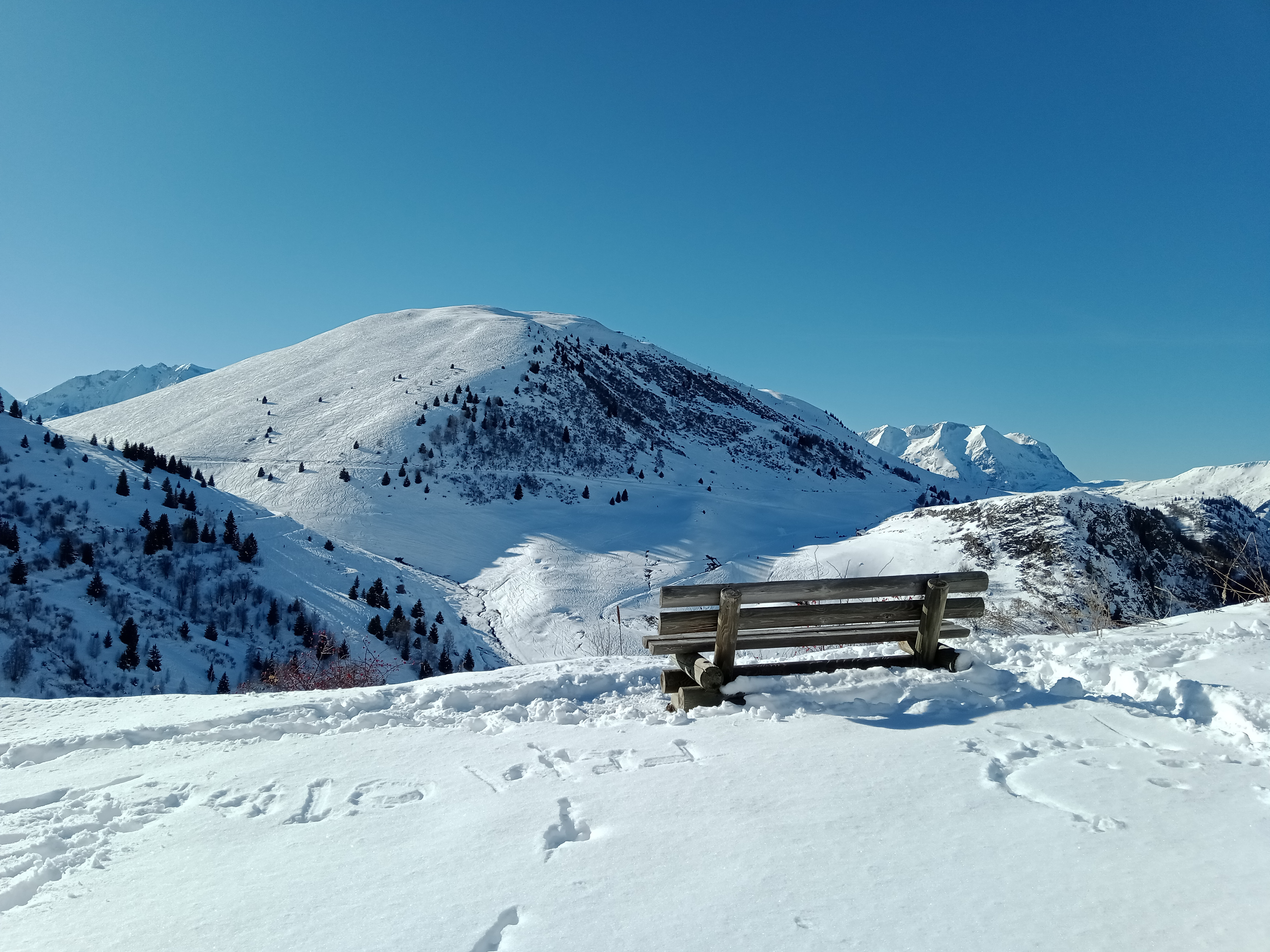
2176 m hoher Signal de l’Homme
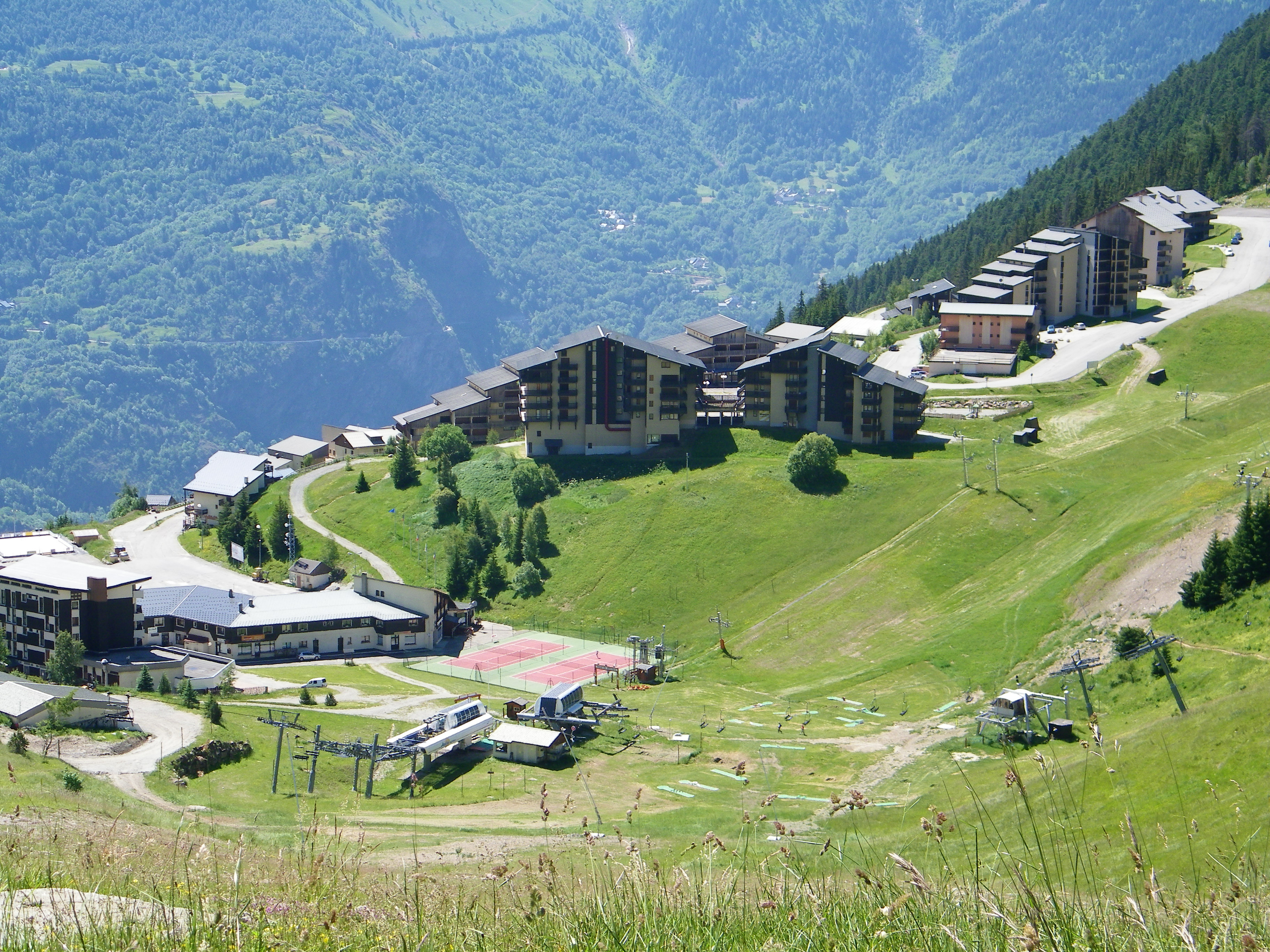
Skistation Auris-en-Oisans im Sommer